# Dammsjön (Söderala socken, Hälsingland)
Dammsjön är en sjö i Söderhamns kommun i Hälsingland och ingår i Ljusnan-Skärjåns kustområde. Sjön har en area på 0,0932 kvadratkilometer och ligger 4 meter över havet. Sjön avvattnas av vattendraget Kvarnån.

## Delavrinningsområde
Dammsjön ingår i det delavrinningsområde (678583-156944) som SMHI kallar för Utloppet av Dammsjön. Medelhöjden är 26 meter över havet och ytan är 7,44 kvadratkilometer. Räknas de 10 avrinningsområdena uppströms in blir den ackumulerade arean 54,75 kvadratkilometer. Avrinningsområdets utflöde Kvarnån mynnar i havet. Avrinningsområdet består mestadels av skog (94 procent). Avrinningsområdet har 0,09 kvadratkilometer vattenytor vilket ger det en sjöprocent på 1,2 procent.